# اشرف یاشارویچ
اشرف یاشارویچ (انگلیسی: Ešref Jašarević؛ زادهٔ ۵ فوریهٔ ۱۹۵۱) بازیکن فوتبال اهل یوگسلاوی بود.
از باشگاه‌هایی که در آن بازی کرده‌است می‌توان به باشگاه فوتبال گالاتاسرای اشاره کرد.
وی همچنین در تیم ملی فوتبال یوگسلاوی بازی کرده‌است.